# Acocks Green
Acocks Green är en del av en befolkad plats i Storbritannien.   Den ligger i distriktet Birmingham i West Midlands i riksdelen England, i den södra delen av landet, 150 km nordväst om huvudstaden London. Acocks Green ligger 125 meter över havet och antalet invånare är 26 635.
Terrängen runt Acocks Green är platt. Runt Acocks Green är det tätbefolkat, med 659 invånare per kvadratkilometer. Närmaste större samhälle är Birmingham, 6,6 km nordväst om Acocks Green. Omgivningarna runt Acocks Green är en mosaik av jordbruksmark och naturlig växtlighet.